# Mycalesis perseoides
Mycalesis perseoides är en fjärilsart som beskrevs av Moore 1890-1892. Mycalesis perseoides ingår i släktet Mycalesis och familjen praktfjärilar. Inga underarter finns listade i Catalogue of Life.

## Bildgalleri

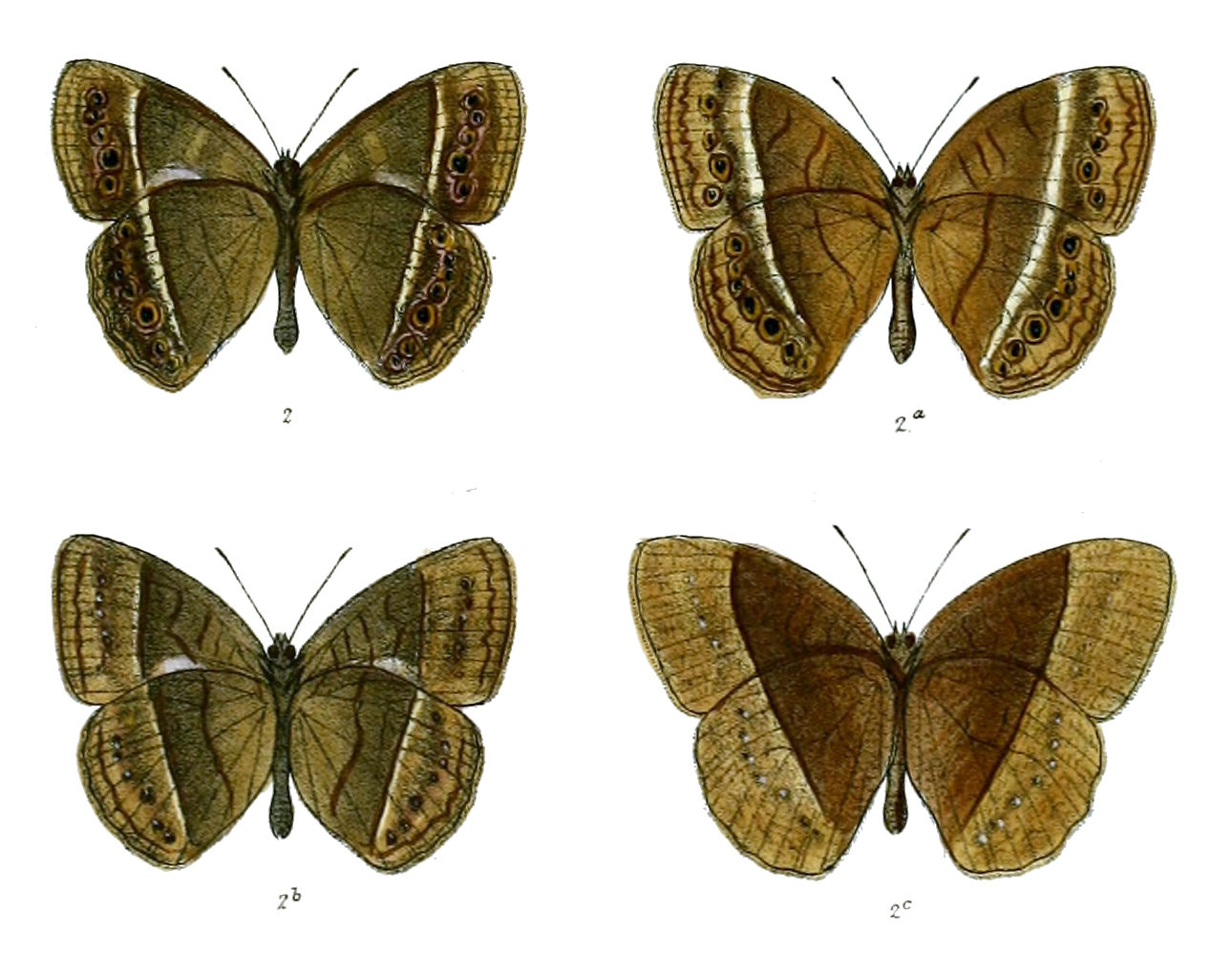